# MA-4101
La MA-4101 es una carretera perteneciente a la Diputación de Málaga de la provincia de Málaga, España, que comunica la  A-4152  con la Alfarnate.